# Edward Robinson

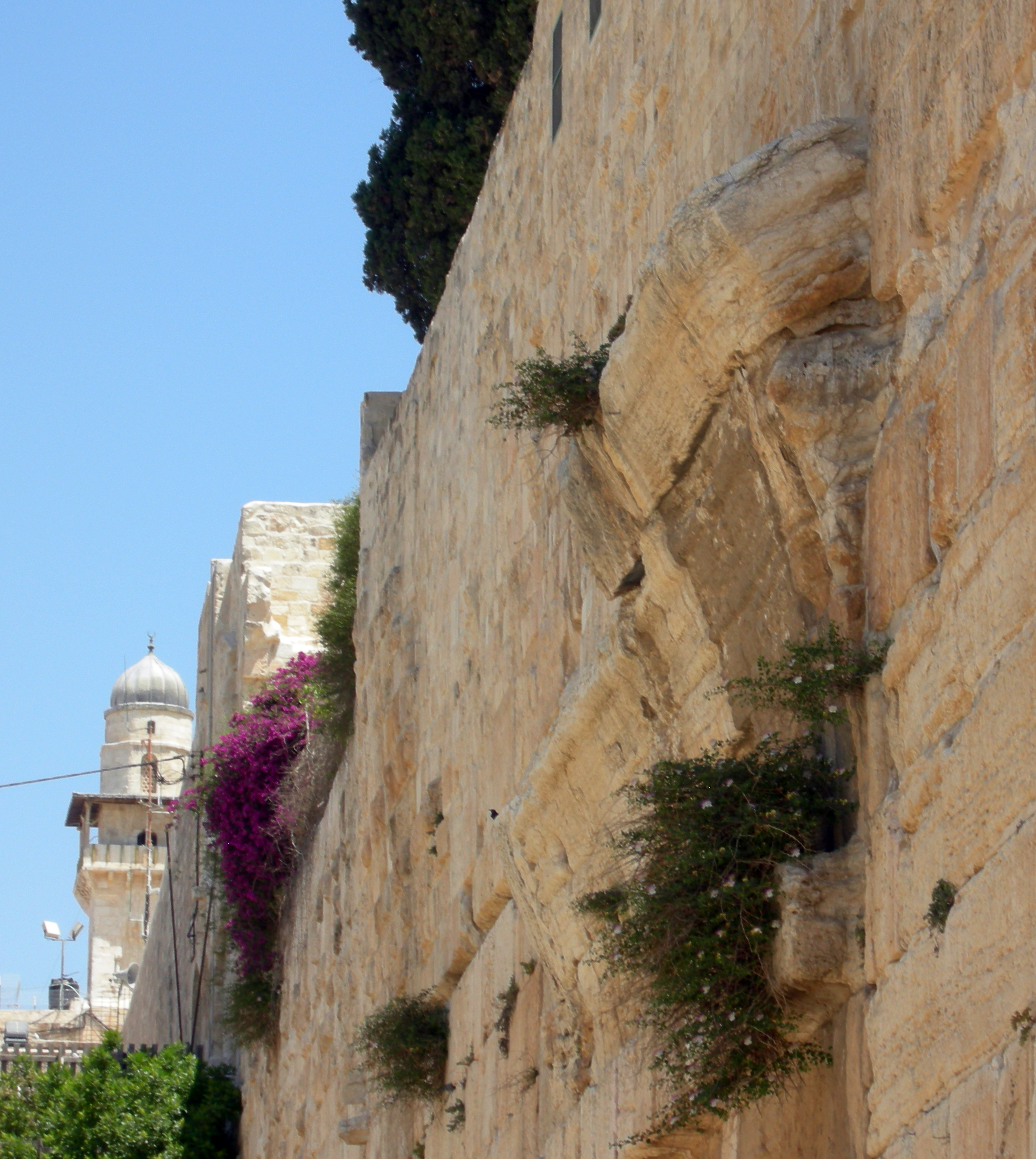
Robinson's Arch

Edward Robinson (ur. 10 kwietnia 1794 w Southington w stanie Connecticut, zm. 27 stycznia 1863 w Nowym Jorku) – protestancki teolog i biblista, podróżnik, ojciec protestanckiej geografii biblijnej.

## Życiorys
Robinson urodził się w Southington, w amerykańskim stanie Connecticut. W 1816 ukończył Hamilton College w Clifton w hrabstwie St. Lawrence. Następnie studiował w Andover w stanie Massachusetts oraz w europejskich uniwersytetach w Halle i w Berlinie. Po powrocie do Stanów Zjednoczonych wykładał w Andower. W 1831 zaczął wydawać Biblical Repository, zaś w 1843 Bibliotheca Sacra. Z powodu choroby przeniósł się Bostonu, gdzie od 1837 prowadził wykłady z literatury biblijnej w Union Theological Seminary.

## Eksploracja Palestyny
Biblista w 1838, w towarzystwie pastora Eliego Smitha, wyjechał do Palestyny. Chciał zebrać materiały do Biblical Researches in Palestine and Adjacent Countries, za którą uhonorowany został złotym medalem przez Royal Geographical Society w 1842. W czasie swojego pobytu amerykański badacz odkrył tzw. tunel Ezechiasza z końca VIII w. przed Chr. W tunelu znajdowała się inskrypcja. Również jeden ze starożytnych łuków znajdujących się w pobliżu Ściany Płaczu nazwany został jego imieniem – Łuk Robinsona. Znajdował się on w Dolinie Tyropeon.

## Dzieła i publikacje
- Buttmann's Greek Grammar, tłumaczenie i edycja (1823)
- Winer's Grammar of New Testament Greek, wspólnie z Mosesem Stuartem (1825)
- Wahl's Clavis Phologica Novi Testamenti (1825)
- Gesenius' Hebrew Lexicon (1836)
- Greek and English Lexicon of the New Testament (1836)
- Biblical Researches in Palestine and Adjacent Countries w trzech tomach (Boston-Londyn, 1841)
- Greek Harmony of the Gospels (1845)
- English Harmony of the Gospels (1846)